# Питер Хигс
Питер Вер Хигс (енгл. Peter Ware Higgs; Њукасл на Тајну, 29. мај 1929 — Единбург, 8. април 2024) био је британски теоријски физичар и добитник Нобелове награде за физику 2013. године.
Најпознатији је по својој теорији сламања електронски слабе симетрије из шездесетих година прошлог века, у којој објашњава порекло масе код елементарних честица уопште, а посебно код Z и W бозона. Овај такозвани Хигсов механизам, који је био предложен од стране неколико физичара поред Хигса у исто време, предвиђа постојање нове честице, Хигсовог бозона. ЦЕРН је 4. јула 2012. објавио да је експериментално утврђено постојање честице налик Хигсовом бозону, али да су потребне даље анализе како би установило да ли она има својста очекивана од Хигсовог бозона из Стандардног модела. 14. марта 2013. потврђено је да је новооткривена честица + паритета и нултог спина, што су два основна критеријума Хигсовог бозона, по којима је он прва позната скаларна честица пронађена у природи. Хигсов механизам опште је прихваћен као важан у Стандардном моделу елементарних честица, без кога неке честице не би имале масу.
За свој рад, Хигс је добио многобројне награде укључујући: Хугсову медаљу Краљевског друштва (1981), Радерфордову медаљу Института за физику (1984), Диракову медаљу (1997), Медаљу за изванредан допринос теоријској физици Института за физику (1997), Вулфову награду за физику (2004), Медаљу Оскара Клајна Краљевске шведске академије наука (2009), Џ. Џ. Сакураи награда за теоријску физику елементарних честица Америчког друштва физичара и јединствену Хигсову медаљу Краљевског друштва Единбурга. Након скорашњег потенцијалног открића Хигсовог бозона добио је Нобелову награду за физику.

## Детињство, младост и образовање
Рођен је у Елсвику, округу Њукасл на Тајну (Енглеска, Уједињено Краљевство). Отац му је био из Енглеске, а мајка из Шкотске. Као последица астме и константне селидбе његове породице због очевог посла (отац му је радио као инжињер за Би-Би-Си), а касније и Другог светског рата, Хигс се школовао код куће. Када се његов отац преселио у Бедфорд, он је остао са мајком у Бристолу. Похађао је основну школу Котхам у Бристолу од 1941—1946, где је био инспирисан радом једног од алумнуса школе, Пола Дирака, који је открио поље квантне механике.
Године 1946, са седамнаест година, прешао је у Школу града Лондона, где се специјализовао за математику. Затим 1947. године прелази у Кингс колеџ у Лондону где је 1950. дипломирао на физици, а затим и магистрирао 1952. Докторирао је 1954. године на молекуларној физици, ментори су му били Чарлс Колсон и Кристифор Хигинс, а назив докторског рада био је „Неки проблеми у теорију молекуларних вибрација”. Радио је на Универзитету у Единбургу од 1954. до 1956. Након тога је био на више позиција на Империјалном лондонском колеџу и на Лондонском универзитетском колеџу, где је постао и привремени предавач математике. Током 1960. године вратио се на Универзитет у Единбургу, где је преузео позицију предавача на Таит институту за математичку физику, што му је омогућило да се пресели у Единбург. Током 1983, постао је члан Краљевског друштва Единбурга. Касније, 1991. године, је постао и члан Института за физику. Пензионисан је 1996.

## Истраживачка каријера

### Рад у теоријској физици
У Единбургу, Хигс се први пут заинтересовао за масу, развијајући идеју да су честице – без масе када је настао свемир – добиле масу делић секунде касније, као резултат интеракције са теоријским пољем (које је постало познато као Хигсово поље). Хигс је предложио да ово поље прожима простор, дајући масу свим елементарним субатомским честицама које интерагују са њим.
Хигсов механизам укључује постојање Хигсовог поља које даје масу кварковима и лептонима. Међутим, то представља само мали део масе осталих субатомских честица, као сто су протони и електрони. Глуони, коју везују ове честице, су оно што носи већину њихове масе.
Основа за Хигсов рад потиче од теоретичара и нобеловца, Јапанца Јоишира Намбуа, са Универзитета у Чикагу. Професор Намбу је поставио теорију познату као спонтано сламање симетрије, међутим, теорија је предвиђала честице без масе (Голдстоунова теорема), што је очито било нетачно.
Хигс је наводно дошао до основа за своју теорију након повратка у свој стан у Единбургу, после пропалог викенд камповања, мада је рекао да није било „еурека” момента у развоју теорије. Написао је кратак рад представљајући рупу у Голдстоуновој теорему (честице без масе не морају да се појаве када је локална симетрија спонтано сломљена у релативистичкој теорији) и објавио га у научном часопису „Физикс летерс”, уређиваном у ЦЕРН-у, у Швајцарској, 1964. године.
Хигс је написао и други рад у којем је описан теоретски модел (познат као Хигсов механизам), али који је био одбијен (уредници „Физикс летерса” су га сматрали „безначајним за физику”). Хигс је написао додатни пасус и послао свој рад у „Физикс ривју летерс”, још један водећи научни часопис, који га је касније објавио 1964. године. Овај рад је предвиђао нову масивну честицу нултог спина (данас познату као Хигсов бозон). Други физичари, Роберт Браут, Франсо Англер и Гералд Гуралникс, К. Р. Хеген и Том Кибл, дошли су до сличних закључака у отприлике исто време. Три рада написана о открићу овог бозона од стране Хигса и осталих поменутих физичара признати су као прекретнице на прослави педесетогодишњице часописа „Физикс ривју летерс”. Иако су ови радови имали сличан приступ, разлике између њих су биле значајне. Механизам је био предложен 1962. од стране Филипа Андерсона], али он није укључио кључни релативистички модел.
ЦЕРН је 4. јула 2012. објавио да су експерименти АТЛАС и ЦМС приметили јаке назнаке постојања нове честице, масе око 125 GeV/c², која би могла да буде Хигсов бозон. На семинару у Женеви, Хигс је прокоментарисао: „Заиста је невероватно да се то десило за време мог живота”. Иронично, ова потенцијална потврда Хигсовог бозона се десила на истом месту где је уредник „Физикс летерса” одбио његов рад.

## Остала признања

### Грађанска награда
Хигс је био прималац Единбуршке награде за 2011. годину. Он је пети који је добио ову награду, коју је основало Веће града Единбурга, да би наградило појединца који је позитивно утицао на град и његово промовисање.
Хигсу је био додељен изгравирани пехар на иницијативу Џорџа Граба, лорда од Единбурга, на церемонији одржаној у згради градског већа 21. фебруара 2012. Догађај је обележило и откривање његових изгравираних отисака прстију, поред отисака осталих добитника награде.

### Хигсов центар за теоријску физику
Шестог јула 2012. године Единбуршки факултет је основао нови научни центар назван по професору Хигсу. Овај центар окупља научнике широм света са циљем тражења „дубљег разумевања начина рада универзума”. Центар се тренутно налази унутар Зграде Џејмса Клерка Максвела. Универзитет је такође, основао катедру теоријске физике у Хигсово име.

### Нобелова награда за физику
Дана 8. октобра 2013. године објављено је да ће Питер Хигс и Франсо Англер бити добитници Нобелове награду за физику „за теоретско откриће механизма који доприноси нашем разумевању постанка масе субатомских честица, и који је недавно потврђен кроз откриће предвиђених основних честица, од стране АТЛАС-ових и ЦМС-ових независних експеримената у ЦЕРН-у”. Хигс није знао да је победио док му пролазница није честитала на улици, с обзиром да није имао ни мобилни телефон, нити је било неког другог начина да буде контактиран.

## Културне референце
Хигсов портрет је насликао Кен Курие 2008. године. Наручио га је Единбуршки универзитет, а званично је откривен 3. априла 2009. године и налази се на улазу у Зграду Џејмса Кларка Максвела Физичке и астрономске школе и Математичке школе.

## Политички и религијски погледи
Хигс је био активиста у кампањи нуклеарног разоружања док је био у Лондону, а касније и у Единбургу. Престао је да буде члан када је група проширила своју кампању и на борбу против нуклеарне снаге. Био је и члан Гринписа док група није почела да се противи генетички модификованих организама.
Када је 2004. године био награђен Вулфовом наградом одбио је да оде у Јерусалим да прими награду, зато што је додели присуствовао и председник Израела, Моше Катсав, а Хигс се противио Израелским поступцима у Палестини.
Хигс је атеиста. Касније је показао да није задовољан тиме што је Хигсов бозон назван „Божјом честицом”, зато што је веровао да назив „може увредити религиозне људе”. Обично се тај назив за Хигсов бозон приписује Лиону Ледермену, аутору књиге The God Particle: If the Universe Is the Answer, What Is the Question?, али назив заправо потиче од Ледерменовог издавача. Ледермен је заправо хтео да је назове „проклета честица”.

## Породични живот
Хигс има два сина, Криса и Џонија, као и двоје унучади, а сви живе у Единбургу.